# Society of Antiquaries of London
La Society of Antiquaries of London (connue en français sous le nom de Société des antiquaires de Londres) est une société savante tricentenaine siégeant à Londres. C'est la première association britannique d'archéologues et d'historiens.

## Terminologie
L'anglais antiquary a trois acceptions : 1. collectionneur/-euse d’objets anciens, 2. archéologue mf, 3. antiquaire mf

## Histoire
Fondée à Londres en 1707, elle publie la revue annuelle Antiquaries Journal,.
Les premières femmes membres y furent admises en 1921.

## Membres
Les membres se réunissent à Burlington House. 
La liste exhaustive des sociétaires (Fellows of the Society of Antiquaries ou FSA) est publiée sur le site de la société sur la Toile.